# Ray Brook
Der Ray Brook ist ein Wasserlauf in Surrey, England. Er entsteht östlich von Smallfield und fließt in östlicher Richtung bis zu seiner Mündung in den Eden Brook nördlich von Lingfield. Der Ray Brook ist ein Nebenfluss des Flusses Eden und fließt in östlicher Richtung durch den südlichen Teil des Gebietes Blindley Heath. Das Gebiet um Horne, in dem der Ray Brook entspringt, ist sowohl von Überschwemmungen durch den Bach als auch von Überschwemmungen durch Oberflächenwasser betroffen.